# Eugène Dévaud
Eugène Dévaud est un prêtre catholique et un pédagogue suisse, né le 17 mai 1876 à Chavannes-sous-Orsonnens et mort le 25 janvier 1942 à Fribourg.

## Biographie
Eugène Dévaud naît le 17 mai 1876 à Chavannes-sous-Orsonnens, dans le canton de Fribourg. Il en est également originaire. Son père, Joseph-Isidore Dévaud, est agriculteur et député au Grand Conseil du canton de Fribourg ; sa mère est née Marie-Catherine Jacquat.
Après ses études secondaires à Romont et à Fribourg, il entre au séminaire ; il est ordonné prêtre en 1901. En 1905, il achève sa thèse à la faculté des lettres de l'Université de Fribourg, intitulée L'école primaire fribourgeoise sous la République helvétique : 1798-1803.
Son intérêt pour la pédagogie l'amène à poursuivre ses recherches à Paris, Louvain, Iéna et Halle. De retour à Fribourg, il y devient inspecteur des écoles primaires en 1906. En 1910, il est nommé professeur de pédagogie à l'Université de Fribourg, institution où il occupe le poste de recteur en 1936-1937. De 1923 à 1931, il dirige en parallèle l'école normale d'Hauterive.
Lors de la Première Guerre mondiale, il est chargé par le Conseil fédéral et par le Vatican de visiter les camps de prisonniers français en Allemagne, mission pour laquelle il est décoré de la Légion d'honneur. Il reçoit en 1934 le titre de chanoine honoraire de la cathédrale de Fribourg, puis est revêtu de la prélature.
Il meurt le 25 janvier 1942 à Fribourg, à l'âge de 65 ans.

## Apports pour la pédagogie
Eugène Dévaud a une conception de l'éducation marquée par un humanisme chrétien. Il préconise la prise en compte du contexte régional dans lequel vit l'enfant. Attentif aux courants pédagogiques de son époque, il en dégage les éléments compatibles avec l'éducation chrétienne et milite en faveur d'une « école active ». Son nom s'inscrit dans l'histoire de la pédagogie européenne.

## Archives
Ses archives sont conservées à la Bibliothèque cantonale et universitaire de Fribourg.

## Publications
- L'école primaire fribourgeoise sous la République helvétique 1798-1803 (thèse de doctorat en Lettres), 1905, 182 p. (lire en ligne).
- L'enseignement de l'Histoire naturelle à l'École primaire : L'étude des êtres, Lausanne, Paris, Payot & Cie, Alcide Picard, 1909, 220 p.
- La lecture intelligente à l'École primaire : Essai de technique pédagogique, Paris, Bloud & Gay, 1914, 300 p.
- Guide de l'enseignement primaire théorique et pratique : Didactique générale, Fribourg, Fragnière Frères, 1917, 2e éd., 170 p.
- Guy de Fontgalland : un petit Français mondial : pédagogie de la grâce dans un cœur d'enfant, Fribourg, Imp. Œuvre de St-Paul, 1930.
- Eugène Dévaud et Auguste Overney, La personnalité surnaturelle d'un jeune garçon : Guy de Fontgalland 1913-1925, Paris-Lyon, Vitte, 1930.
- La pédagogie scolaire en Russie soviétique : La doctrine, Paris, Desclée de Brouwer& Cie, 1932, 224 p.
- Pour une école active selon l'ordre chrétien, Paris, Desclée De Brouwer & Cie, 1934, 240 p.
- Le Système Decroly et la Pédagogie Chrétienne, Fribourg, Namur, Bruxelles, Librairie de l'Université, 1936, 84 p.
- Les leçons de pédagogie d'un manuel de lecture américain, Lausanne, Payot & Cie Duculot-Roulin, 1939, 215 p.
- Préparation de la jeune fille à son rôle de femme, Fribourg, canton de Fribourg, 1941., 78 p.